# Rosa pubicaulis
Rosa pubicaulis är en rosväxtart som beskrevs av Anatol I. Galushko. Rosa pubicaulis ingår i släktet rosor, och familjen rosväxter. Inga underarter finns listade i Catalogue of Life.